# Monomma occidentale
Monomma occidentale es una especie de coleóptero de la familia Monommatidae.

## Distribución geográfica
Habita en la República Democrática del Congo.